# Xah Niyaz Khan
Xah Niyaz Khan fou kan o governador de Khivà del 1691 al 1702, designat pel kan de Bukharà Subhan Kuli Khan. No pertanyia a la família arabxàhida i fou col·locat al tron després d'un cop d'estat dels amirs contraris a la guerra amb Bukharà. La khutba es va fer en nom del Khan de Bukharà, el nom del qual es va posar a les monedes.
El 1700 va enviar una ambaixada al tsar Pere el Gran demanant el protectorat rus; el juliol del mateix any el tsar va contestar expressant la seva satisfacció per la petició. No torna a ser esmentat i s'hauria retirat o fou deposat a la mort de Subhan Kuli Khan el 1702.